# Alexei Nikolajewitsch Owtschinin
Alexei Nikolajewitsch Owtschinin (russisch Алексей Николаевич Овчинин; * 28. September 1971 in Rybinsk, Rajon Rybinsk, Oblast Jaroslawl, Russische SFSR) ist ein russischer Kosmonaut.

## Ausbildung
Owtschinin absolvierte eine Mittelschulausbildung mit Musikvertiefung (Klavier) in Rybinsk. Das Fliegen lernte er im Rybinsker Aeroklub. Seit 2012 studierte er an der Fakultät für staatliche und kommunale Leitung der Wladimirer Filiale der Russischen Akademie für nationale Volkswirtschaft und Staatsdienst.

## Militärische Laufbahn
Von 1988 bis 1992 wurde Owtschinin an den Höheren Militärfliegerschulen in Borissoglebsk und Jeisk zum Flugingenieur ausgebildet. Von 1992 bis 1998 war er als Fluglehrer in Jeisk eingesetzt, anschließend bis 2003 am Militärinstitut für Luftfahrt Krasnodar in Kotelnikowo, Oblast Wolgograd. Danach war er Kommandant einer Fliegereinheit des 70. Selbständigen Testfliegerregiments zur besonderen Verwendung „Wladimir S. Serjogin“ im Moskauer Militärdistrikt. Er flog die Schulflugzeuge Jak-52 und Aero L-39 und kann über 1.300 Stunden Flugzeit nachweisen. 2009 schied er aus dem aktiven Militärdienst aus und zum Juli 2012 als Oberstleutnant auch aus dem Reservedienst.

## Tätigkeit als Kosmonaut
Owtschinin wurde 2006 als Kosmonaut ausgewählt. Die Kosmonauten-Grundausbildung absolvierte er von 2006 bis 2009.
Im September 2013 nahm Owtschinin an der zweiwöchigen ESA-Trainingsmission CAVES 2013 teil. Dabei arbeiteten er und seine Kollegen Paolo Nespoli, Jeremy Hansen, Satoshi Furukawa, Mike Barratt und Jack Fischer im Höhlensystem Sa Grutta auf Sardinien unter ähnlichen Bedingungen wie auf der Internationalen Raumstation.
Owtschinin war Ersatzmann für Gennadi Padalka beim Flug von Sojus TMA-16M. Er war Kommandant des Raumschiffes Sojus TMA-20M sowie Bordingenieur der ISS-Expeditionen 47 und 48. Starttermin war der 18. März 2016. Die Landung erfolgte am 7. September 2016.
Im Oktober 2018 sollte Owtschinins zweiter Langzeitaufenthalt auf der Internationalen Raumstation beginnen. Er sollte dort zunächst als Bordingenieur der ISS-Expedition 57 arbeiten und im Dezember das Kommando der ISS-Expedition 58 übernehmen. Als Kommandant des Raumschiffes Sojus MS-10 startete er am 11. Oktober 2018 mit Nick Hague vom Kosmodrom Baikonur. Das Raumschiff erreichte jedoch wegen eines Problems bei der ersten Stufentrennung der Sojus-Rakete nicht den Orbit und musste notlanden. Seinen Flug zur ISS konnte Owtschinin durch Änderungen in der Mannschaftsplanung schon am 14. März 2019 mit Sojus MS-12 nachholen. Er nahm an der ISS-Expedition 59 teil und war anschließend Kommandant der Expedition 60. Am 3. Oktober 2019 landete er zusammen mit Hague und dem Kurzzeit-ISS-Besucher Hassa al-Mansuri in der Kasachensteppe.
Seinen nächsten Raumflug trat Owtschinin am 11. September 2024 an. Als Kommandant von Sojus MS-26 startete er zusammen mit Donald Pettit und Iwan Wagner zur ISS und war sieben Monate Mitglied der Expeditionen 71 und 72.

## Familie
Owtschinin ist verheiratet und Vater einer Tochter.